# Novo Selo (Velika Plana)
Novo Selo ist eine Ortschaft in der Gemeinde Velika Plana im Verwaltungsbezirk Podunavlje in Serbien. Laut Volkszählung von 2011 hatte Novo Selo 1229 Einwohner.